# Jack Dempsey

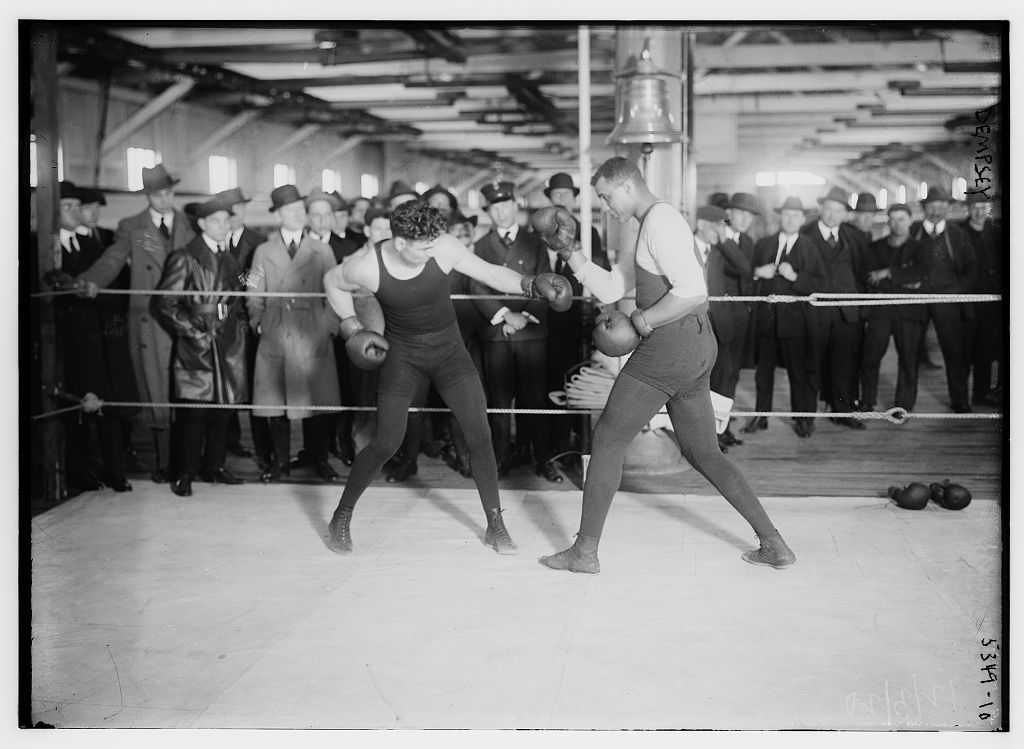
Jack Dempsey al ring.

William Harrison "Jack" Dempsey (Manassa, Colorado, 24 de juny de 1895 - Nova York, 31 de maig de 1983) va ser un boxejador estatunidenc, campió mundial dels pesos pesants entre 1919 i 1926. Dels 84 combats disputats al llarg de la seva carrera, va vèncer en 66 (51 per "nocaut"), en va perdre 6, i va empatar 11 combats. La International Boxing Research Organization (IBRO) l'ha classificat entre els 10 millors pesos pesants de la història.

## Biografia
El 4 de juliol de 1919 es va coronar campió del món dels pesos pesants, després de vèncer a l'estatunidenc Jess Willard. Encara que Willard era favorit Dempsey el va derrocar 7 vegades en el primer assalt i va aconseguir el triomf definitiu en el tercer. A partir d'aquesta victòria, Dempsey va obtenir molta fama, va trepitjar poc el ring durant uns anys i es va introduir en el món del cinema, actuant en diverses pel·lícules.
Entre els seus combats de defensa de la corona destaquen els combats que va mantenir el 1921 amb el francès Georges Carpentier; i el 14 de setembre de 1923 amb l'argentí Luis Ángel Firpo, que en el primer round el va noquejar i el va enviar fora del ring durant 15 segons. Va ser en l'anomenada baralla del segle pel títol mundial de pes complet. Dempsey va acabar vencent a Firpo, però després que Firpo l'hagués noquejati que l'àrbitre i el públic ajudessin a Dempsey a aixecar-se. Tècnicament Firpo havia guanyat la baralla i Dempsey degué haver estat desqualificat. Però el combat va seguir i finalment, Dempsey va vèncer a Firpo.
El 1926 Dempsey va perdre de manera sorprenent el títol enfront de l'estatunidenc Gene Tunney. En la revenja celebrada un any després, Dempsey va perdre de nou enfront de Tunney per punts. Durant aquest famós combat, conegut com el del "compte llarg", Dempsey va ignorar la regla que obliga el púgil a tornar a una cantonada neutral durant el compte després d'una caiguda de l'adversari. Amb Tunney caigut i fora de combat a la lona, l'àrbitre va detenir el compte durant diversos segons fins que Dempsey va tornar a un racó neutral. Els espectadors del ring van protestar aquests segons extres que van permetre a Tunney recuperar-se i derrotar a Dempsey. Els defensors de Dempsey van al·legar que l'àrbitre havia ignorat aquesta mateixa regla quan més tard Tunney va derrocar a Dempsey, iniciant el compte sense Tunney a la cantonada neutral. Després d'aquesta derrota, va deixar la boxa. Va morir el 31 de maig de 1983, als 87 anys.

## Registre professional
Totes les decisions dels diaris es consideren oficialment com a combats de "sense decisió" i no es compten a la columna de victòries/derrotes/empats.
| No. | Result   | Record     | Opponent            | Type | Round, time   | Date        | Location                                                        | Notes                                                |
| --- | -------- | ---------- | ------------------- | ---- | ------------- | ----------- | --------------------------------------------------------------- | ---------------------------------------------------- |
| 84  | Derrota  | 64–6–9 (6) | Gene Tunney         | UD   | 10            | 22 Sep 1927 | Soldier Field, Chicago, Chicago, Illinois, U.S.                 | For NYSAC, NBA, and The Ring heavyweight titles      |
| 83  | Victòria | 63–5–9 (6) | Jack Sharkey        | KO   | 7 (15), 0:45  | 21 Jul 1927 | Yankee Stadium, New York City, New York, U.S.                   |                                                      |
| 82  | Derrota  | 62–5–9 (6) | Gene Tunney         | UD   | 10            | 23 Sep 1926 | Sesquicentennial Stadium, Philadelphia, Pennsylvania, U.S.      | Lost NYSAC, NBA, and The Ring heavyweight titles     |
| 81  | Victòria | 62–4–9 (6) | Luis Ángel Firpo    | TKO  | 2 (15), 0:57  | 14 Sep 1923 | Polo Grounds, New York City, New York, U.S.                     | Retained NYSAC, NBA, and The Ring heavyweight titles |
| 80  | Victòria | 61–4–9 (6) | Tommy Gibbons       | PTS  | 15            | 4 Jul 1923  | Arena, Shelby, Montana, U.S.                                    | Retained NYSAC, NBA, and The Ring heavyweight titles |
| 79  | Victòria | 60–4–9 (6) | Georges Carpentier  | KO   | 4 (12)        | 2 Jul 1921  | Boyle's Thirty Acres, Jersey City, New Jersey U.S.              | Retained NYSAC and NBA heavyweight titles            |
| 78  | Victòria | 59–4–9 (6) | Bill Brennan        | KO   | 12 (15), 1:57 | 14 Dec 1920 | Madison Square Garden, Nova York, New York, U.S.                | Retained NYSAC heavyweight title                     |
| 77  | Victòria | 58–4–9 (6) | Billy Miske         | KO   | 3 (10), 1:13  | 6 Sep 1920  | Floyd Fitzsimmons Arena, Benton Harbor, Michigan, U.S.          | Retained NYSAC heavyweight title                     |
| 76  | Victòria | 57–4–9 (6) | Jess Willard        | RTD  | 3 (12)        | 4 Jul 1919  | Bay View Park Arena, Toledo, Ohio, U.S.                         | Won world heavyweight title                          |
| 75  | Victòria | 56–4–9 (6) | Tony Drake          | KO   | 1             | 2 Apr 1919  | New Haven, Connecticut, U.S.                                    |                                                      |
| 74  | Victòria | 55–4–9 (6) | Eddie Smith         | KO   | 1             | 13 Feb 1919 | Altoona, Pennsylvania, U.S.                                     |                                                      |
| 73  | Victòria | 54–4–9 (6) | Kid Harris          | KO   | 1             | 29 Jan 1919 | Easton, Pennsylvania, U.S.                                      |                                                      |
| 72  | Victòria | 53–4–9 (6) | Kid Harris          | KO   | 1             | 23 Jan 1919 | Reading, Pennsylvania, U.S.                                     |                                                      |
| 71  | Victòria | 52–4–9 (6) | Big Jack Hickey     | KO   | 1             | 20 Jan 1919 | Harrisburg, Pennsylvania, U.S.                                  |                                                      |
| 70  | Victòria | 51–4–9 (6) | Jack Maguire        | KO   | 1             | 16 Jan 1919 | Trenton, New Jersey, U.S.                                       |                                                      |
| 69  | Victòria | 50–4–9 (6) | Gunboat Smith       | KO   | 2 (8)         | 16 Dec 1918 | Broadway Auditorium, Buffalo, New York, U.S.                    |                                                      |
| 68  | Victòria | 49–4–9 (6) | Carl Morris         | KO   | 1 (20), 1:00  | 16 Dec 1918 | Louisiana Auditorium, New Orleans, Louisiana, U.S.              |                                                      |
| 67  | Victòria | 48–4–9 (6) | Billy Miske         | NWS  | 6             | 28 Nov 1918 | Olympia Athletic Club, Philadelphia, Pennsylvania, U.S.         |                                                      |
| 66  | Victòria | 48–4–9 (5) | Dan Flynn           | KO   | 1 (6), 2:16   | 18 Nov 1918 | Olympia Athletic Club, Philadelphia, Pennsylvania, U.S.         |                                                      |
| 65  | Victòria | 47–4–9 (5) | Battling Levinsky   | KO   | 3 (6)         | 6 Nov 1918  | Olympia Athletic Club, Philadelphia, Pennsylvania, U.S.         |                                                      |
| 64  | Victòria | 46–4–9 (5) | Jack Moran          | KO   | 1 (10), 1:10  | 14 Sep 1918 | Moana Springs Arena, Reno, Nevada, U.S.                         |                                                      |
| 63  | Derrota  | 45–4–9 (5) | Willie Meehan       | PTS  | 4             | 13 Sep 1918 | San Francisco Civic Auditorium, San Francisco, California, U.S. |                                                      |
| 62  | Victòria | 45–3–9 (5) | Terry Kellar        | TKO  | 5 (15)        | 24 Aug 1918 | Westwood Field Gym, Dayton, Ohio, U.S.                          |                                                      |
| 61  | Victòria | 44–3–9 (5) | Fred Fulton         | KO   | 1 (8), 0:23   | 27 Jul 1918 | Harrison Park, Harrison, New Jersey, U.S.                       |                                                      |
| 60  | Victòria | 43–3–9 (5) | Dan Flynn           | KO   | 1 (10)        | 6 Jul 1918  | Municipal Auditorium, Atlanta, Georgia, U.S.                    |                                                      |
| 59  | Victòria | 42–3–9 (5) | Bob Devere          | KO   | 1 (12)        | 4 Jul 1918  | Joe Becker Stadium, Joplin, Missouri, U.S.                      |                                                      |
| 58  | Victòria | 41–3–9 (5) | Tom McCarty         | KO   | 1 (12), 0:30  | 1 Jul 1918  | Tulsa Convention Hall, Tulsa, Oklahoma, U.S.                    |                                                      |
| 57  | Victòria | 40–3–9 (5) | Arthur Pelkey       | KO   | 1 (15), 1:00  | 29 May 1918 | Stockyards Stadium, Denver, Colorado, U.S.                      |                                                      |
| 56  | Victòria | 39–3–9 (5) | Dan Ketchell        | KO   | 2 (10)        | 22 May 1918 | Excelsior Springs, Missouri, U.S.                               |                                                      |
| 55  | Victòria | 38–3–9 (5) | Billy Miske         | NWS  | 10            | 3 May 1918  | Auditorium, Saint Paul, Minnesota, U.S.                         |                                                      |
| 54  | Victòria | 38–3–9 (4) | Tom Riley           | KO   | 1 (15)        | 25 Mar 1918 | Southwest Athletic Club, Joplin, Missouri, U.S.                 |                                                      |
| 53  | Victòria | 37–3–9 (4) | Fred Saddy          | KO   | 1 (8)         | 16 Mar 1918 | Phoenix Athletic Club, Memphis, Tennessee, U.S.                 |                                                      |
| 52  | Victòria | 36–3–9 (4) | Bill Brennan        | TKO  | 6 (10)        | 25 Feb 1918 | Milwaukee Auditorium, Milwaukee, Wisconsin, U.S.                |                                                      |
| 51  | Victòria | 35–3–9 (4) | Fireman Jim Flynn   | KO   | 1 (10), 1:10  | 14 Feb 1918 | Fort Sheridan, Illinois, U.S.                                   |                                                      |
| 50  | Victòria | 34–3–9 (4) | Carl Morris         | DQ   | 6 (10)        | 2 Feb 1918  | Broadway Auditorium, Buffalo, New York, U.S.                    |                                                      |
| 49  | Victòria | 33–3–9 (4) | Homer Smith         | KO   | 1 (10), 1:15  | 24 Jan 1918 | Racine, Wisconsin, U.S.                                         |                                                      |
| 48  | Victòria | 32–3–9 (4) | Carl Morris         | PTS  | 4             | 2 Nov 1917  | Dreamland Rink, San Francisco, California, U.S.                 |                                                      |
| 47  | Victòria | 31–3–9 (4) | Gunboat Smith       | PTS  | 4             | 2 Oct 1917  | Recreation Park, San Francisco, California, U.S.                |                                                      |
| 46  | Victòria | 30–3–9 (4) | Bob McAllister      | PTS  | 4             | 26 Sep 1917 | Arena, Emeryville, California, U.S.                             |                                                      |
| 45  | Victòria | 29–3–9 (4) | Charley Miller      | TKO  | 1 (4)         | 19 Sep 1917 | Arena, Emeryville, California, U.S.                             |                                                      |
| 44  | Victòria | 28–3–9 (4) | Willie Meehan       | TKO  | 1 (4)         | 19 Sep 1917 | Arena, Emeryville, California, U.S.                             |                                                      |
| 43  | Empat    | 27–3–9 (4) | Willie Meehan       | PTS  | 4             | 7 Sep 1917  | Dreamland Rink, San Francisco, California, U.S.                 |                                                      |
| 42  | Empat    | 27–3–8 (4) | Willie Meehan       | PTS  | 4             | 10 Aug 1917 | Dreamland Rink, San Francisco, California, U.S.                 |                                                      |
| 41  | Victòria | 27–3–7 (4) | Al Norton           | KO   | 1 (4)         | 1 Aug 1917  | Arena, Emeryville, California, U.S.                             |                                                      |
| 40  | Victòria | 26–3–7 (4) | Willie Meehan       | PTS  | 4             | 25 Jul 1917 | Arena, Emeryville, California, U.S.                             |                                                      |
| 39  | Empat    | 25–3–7 (4) | Al Norton           | PTS  | 4             | 11 Apr 1917 | West Oakland Club, Oakland, California, U.S.                    |                                                      |
| 38  | Derrota  | 25–3–6 (4) | Willie Meehan       | PTS  | 4             | 28 Mar 1917 | Arena, Emeryville, California, U.S.                             |                                                      |
| 37  | Empat    | 25–2–6 (4) | Al Norton           | PTS  | 4             | 21 Mar 1917 | West Oakland Club, Oakland, California, U.S.                    |                                                      |
| 36  | Derrota  | 25–2–5 (4) | Fireman Jim Flynn   | KO   | 1 (15), 0:25  | 13 Feb 1917 | Trocadero Hall, Murray, Utah, U.S.                              |                                                      |
| 35  | Victòria | 25–1–5 (4) | Young Hector        | KO   | 2             | 29 Nov 1916 | The Rink, Salida, Colorado, U.S.                                |                                                      |
| 34  | Victòria | 24–1–5 (4) | Dick Gilbert        | PTS  | 10            | 16 Oct 1916 | Salt Lake Theater, Salt Lake City, Utah, U.S.                   |                                                      |
| 33  | Victòria | 23–1–5 (4) | Terry Kellar        | PTS  | 10            | 7 Oct 1916  | Bijo Hall, Ely, Nevada, U.S.                                    |                                                      |
| 32  | Victòria | 22–1–5 (4) | Young Hector        | RTD  | 3 (15)        | 28 Sep 1916 | Fire Hall, Murray, Utah, U.S.                                   |                                                      |
| 31  | Empat    | 21–1–5 (4) | John Lester Johnson | NWS  | 10            | 14 Jul 1916 | Harlem Sporting Club, Harlem, New York, U.S.                    |                                                      |
| 30  | Victòria | 21–1–5 (3) | Bert Kenny          | NWS  | 10            | 8 Jul 1916  | Fairmont Athletic Club, Bronx, New York, U.S.                   |                                                      |
| 29  | Victòria | 21–1–5 (2) | Andre Anderson      | NWS  | 10            | 24 Jun 1916 | Fairmont Athletic Club, Bronx, New York, U.S.                   |                                                      |
| 28  | Victòria | 21–1–5 (1) | Bob York            | KO   | 4 (6)         | 30 May 1916 | Eko Theatre, Price, Utah, U.S.                                  | For Pacific Coast light-heavyweight title            |
| 27  | Victòria | 20–1–5 (1) | Dan Ketchell        | TKO  | 3 (10)        | 17 May 1916 | Mozart Theatre, Provo, Utah, U.S.                               |                                                      |
| 26  | Victòria | 19–1–5 (1) | Terry Kellar        | PTS  | 10            | 3 May 1916  | Alhambra Theatre, Ogden, Utah, U.S.                             |                                                      |
| 25  | Victòria | 18–1–5 (1) | Joe Bonds           | PTS  | 10            | 8 Apr 1916  | Bijo Hall, Ely, Nevada, U.S.                                    |                                                      |
| 24  | Victòria | 17–1–5 (1) | George Christian    | KO   | 1 (15)        | 17 Mar 1916 | Eko Theatre, Price, Utah, U.S.                                  |                                                      |
| 23  | Victòria | 16–1–5 (1) | Cyril Kohen         | KO   | 4 (6)         | 9 Mar 1916  | Mozart Theatre, Provo, Utah, U.S.                               |                                                      |
| 22  | Victòria | 15–1–5 (1) | Boston Bearcat      | KO   | 1             | 23 Feb 1916 | Armory, Ogden, Utah, U.S.                                       |                                                      |
| 21  | Victòria | 14–1–5 (1) | Jack Downey         | KO   | 2             | 21 Feb 1916 | Grand Theater, Salt Lake City, Utah, U.S.                       |                                                      |
| 20  | Victòria | 13–1–5 (1) | Swede Johnson       | KO   | 2             | 5 Feb 1916  | Bijo Hall, Ely, Nevada, U.S.                                    |                                                      |
| 19  | Victòria | 12–1–5 (1) | Johnny Sudenberg    | KO   | 2             | 1 Feb 1916  | Bijo Hall, Ely, Nevada, U.S.                                    |                                                      |
| 18  | Victòria | 11–1–5 (1) | Jack Gillian        | TKO  | 1 (4)         | 20 Dec 1915 | Grand Theater, Salt Lake City, Utah, U.S.                       |                                                      |
| 17  | Empat    | 10–1–5 (1) | Jack Downey         | PTS  | 4             | 13 Dec 1915 | Grand Theater, Salt Lake City, Utah, U.S.                       |                                                      |
| 16  | Victòria | 10–1–4 (1) | George Coplen       | KO   | 6 (10)        | 19 Nov 1915 | Lyric Opera House, Cripple Creek, Colorado, U.S.                |                                                      |
| 15  | Victòria | 9–1–4 (1)  | Andy Malloy         | KO   | 3 (10)        | 23 Oct 1915 | Moose Hall, Montrose, Colorado, U.S.                            |                                                      |
| 14  | Victòria | 8–1–4 (1)  | Andy Malloy         | NWS  | 10            | 7 Oct 1915  | Gem Theatre, Durango, Colorado, U.S.                            |                                                      |
| 13  | Victòria | 8–1–4      | Fred Woods          | KO   | 4             | 23 Sep 1915 | Moose Hall, Montrose, Colorado, U.S.                            |                                                      |
| 12  | Empat    | 7–1–4      | Johnny Sudenberg    | PTS  | 10            | 11 Jun 1915 | Airdome, Tonopah, Nevada U.S.                                   |                                                      |
| 11  | Empat    | 7–1–3      | Johnny Sudenberg    | PTS  | 10            | 31 May 1915 | Hippodrome, Goldfield, Nevada U.S.                              |                                                      |
| 10  | Victòria | 7–1–2      | Emmanuel Campbell   | TKO  | 4 (4)         | 26 Apr 1915 | Airdrome Arena, Reno, Arizona, U.S.                             |                                                      |
| 9   | Derrota  | 6–1–2      | Jack Downey         | PTS  | 10            | 5 Apr 1915  | Garrick Theater, Salt Lake City, Utah, U.S.                     |                                                      |
| 8   | Victòria | 6–0–2      | Chief Gordon        | KO   | 6             | 1 Apr 1915  | Utah, U.S.                                                      |                                                      |
| 7   | Victòria | 5–0–2      | John Pierson        | KO   | 7             | 3 Mar 1915  | Utah, U.S.                                                      |                                                      |
| 6   | Empat    | 4–0–2      | Chief Geronimo      | PTS  | 4             | 26 Feb 1915 | Pocatello, Idaho, U.S.                                          |                                                      |
| 5   | Victòria | 4–0–1      | Joe Lyons           | KO   | 9             | 2 Feb 1915  | Utah, U.S.                                                      |                                                      |
| 4   | Victòria | 3–0–1      | Battling Johnson    | KO   | 1             | Jan 1915    | Utah, U.S.                                                      |                                                      |
| 3   | Victòria | 2–0–1      | Billy Murphy        | KO   | 1 (4)         | 30 Nov 1914 | Garrick Theater, Salt Lake City, Utah, U.S.                     |                                                      |
| 2   | Victòria | 1–0–1      | Young Hancock       | KO   | 1 (4)         | 2 Nov 1914  | Garrick Theater, Salt Lake City, Utah, U.S.                     |                                                      |
| 1   | Empat    | 0–0–1      | Young Herman        | PTS  | 6             | 18 Aug 1914 | Ramona Athletic Club Arena, Colorado Springs, Colorado, U.S.    |                                                      |